# Кызылжар (Махамбетский район)
Кызылжар (каз. Қызылжар) — упраздённый аул в Махамбетском районе Атырауской области Казахстана. Входил в состав сельского округа Бейбарыс. Упразднён в 2014 г. Код КАТО — 235655200.

## Население
В 1999 году население аула составляло 87 человек (48 мужчин и 39 женщин). По данным переписи 2009 года, в ауле проживало 46 человек (26 мужчин и 20 женщин).